# Bulgaria durante la Segunda Guerra Mundial

Divisiones provinciales de Bulgaria durante la Segunda Guerra Mundial, en las que se muestran las anexiones de territorios:
Territorio yugoslavo
Territorio yugoslavo
Territorio griego

La historia de Bulgaria durante la Segunda Guerra Mundial cubre el período entre 1939 y 1945. Hasta el 1 de marzo de 1941, Bulgaria se mantuvo neutral en la guerra. En dicha fecha, se convirtió en aliada de las fuerzas del Eje hasta el 9 de septiembre de 1944, momento en que cambió de bando para integrarse en el de los Aliados hasta el final de la guerra. No obstante, hay que destacar que, a diferencia de otros países como Hungría o Rumania, Bulgaria mantuvo relaciones diplomáticas con la URSS en todo momento.

## Antecedentes

Las fronteras búlgaras según el Tratado de San Stefano y el de Berlín. La mengua del territorio suscitó unas ambiciones de expansión que llevaron repetidamente al país a enfrascarse en sucesivas guerras, con resultado adverso.

Bulgaria no obtuvo la autonomía del Imperio otomano hasta muy avanzado el siglo XIX, concretamente en 1878; la independencia se proclamó en 1908. En 1878, como consecuencia de la victoria rusa en la guerra contra los otomanos, San Petersburgo impuso el efímero Tratado de San Stefano, que creó una gran Bulgaria independiente. El Reino Unido y Austria-Hungría, temerosos de las consecuencias del triunfo ruso en los Balcanes, lograron cambiar las disposiciones territoriales en el Tratado de Berlín de 1878. El resultado fue la reducción drástica del territorio asignado a Bulgaria, que mantuvo su gratitud hacia Rusia, la sensación de haber sido privada de territorios que le correspondían por derecho y un sentimiento de depender de la voluntad de las potencias. En 1912, aprovechando la debilidad de los otomanos, Bulgaria participó en la primera guerra balcánica contra el imperio, como aliada de Grecia y Serbia, pero luego acabó en un malhadado enfrentamiento con sus coligados, con lo que, finalmente, el Tratado de Bucarest, en 1913, repartió el territorio de Macedonia entre Serbia y Grecia, además de obligar a la cesión de la totalidad de la Dobruya a Rumania; de este modo Bulgaria solo conservó una pequeña salida hacia el mar Egeo. Todo eso explica por qué, durante la Primera Guerra Mundial, Bulgaria se alió con Alemania, Austria-Hungría y el Imperio otomano y ocupó Macedonia, el norte de Grecia (la Macedonia griega) y la Dobruya. No obstante, en 1918 se contó de nuevo en el bando de los derrotados: el Tratado de Neuilly, firmado en 1919, le hizo perder incluso el acceso al Egeo (además de pequeñas rectificaciones fronterizas menores) y prohibió la existencia de una aviación búlgara. Esto hizo que durante los años siguientes las relaciones entre Bulgaria y sus vecinos, con los que se disputaba los territorios, fuesen tensas, e casi imposible toda cooperación en la región balcánica.
En el período de entreguerras, tomando ejemplo de lo que sucedía en Alemania, el rey Boris III obvió una por una las diversas cláusulas del Tratado de Neuilly, primero de forma indirecta, pero ya abiertamente a partir de 1930. Así, por ejemplo, se fundó una Fuerza Aérea de Bulgaria en 1935. Al propio tiempo, el país cayó bajo un régimen fuertemente autoritario, tras un período de disturbios y enfrentamientos, especialmente entre comunistas, revolucionarios macedonios y ligas fascistas.
En vísperas de la guerra, Bulgaria seguía siendo un país abrumadoramente agrícola (un 80 % de la población trabajaba en el campo), atrasado (los métodos agrícolas eran vetustos y la productividad de las más bajas de Europa) y pobre (la dieta campesina se basaba fundamentalmente en el pan y el queso). La industria apenas empleaba al 10 % de la población y sus trabajadores sufrían malas condiciones laborales; desde 1935 el único sindicato permitido era uno fascista y las huelgas eran reprimidas como si fuesen motines. Gran parte de la deuda estatal, del capital bancario y los transportes estaban en manos extranjeras.

## Neutralidad (1939-1941)

Fronteras de Rumania y Bulgaria, en las que se destaca la Dobruya:
Dobruya septentrional
Dobruya meridional
Rumania cedió la región meridional a Bulgaria a comienzos de septiembre de 1940 gracias a la actitud alemana, sin que ninguno de los dos países hubiese aún entrado en guerra.

Al estallido de la Segunda Guerra Mundial, en 1939, seguía al frente de la Monarquía búlgara Boris III. Su Gobierno se declaró decidido a permanecer neutral hasta el final de la guerra el 16 de septiembre, pero esperaba aprovecharse de la situación para sacar tajada en forma de obtención de algunos territorios, especialmente en las zonas de población de mayoría búlgara que los tratados anteriores han cedido a sus vecinos. El Reino Unido había insistido en que el país se declarase oficialmente neutral para evitar los planes franceses de invasión; Francia, convencida de que el país balcánico formaba ya en la práctica parte del Eje por sus estrechos lazos económicos con Alemania y sus ambiciones territoriales, había exigido la declaración de neutralidad para descartar invadirlo. A finales de septiembre, ocupada ya Polonia por Alemania, Rumania propuso formar un bloque balcánico neutral bajo dirección italiana, pero Bulgaria rechazó la propuesta de unirse a sus vecinos en la Entente de los Balcanes, ante la mencionada posibilidad de lograr ganancias territoriales en el ambiente de cambios, y el plan fracasó. Bulgaria hubiese exigido cesiones territoriales que ninguno de los países vecinos estaba dispuesto a realizar y tampoco deseaba hacer un gesto que hubiese podido disgustar a Alemania. La propia situación geopolítica del país en los Balcanes acabó con los intentos de permanecer neutral, de resultas de la presión de las grandes potencias.

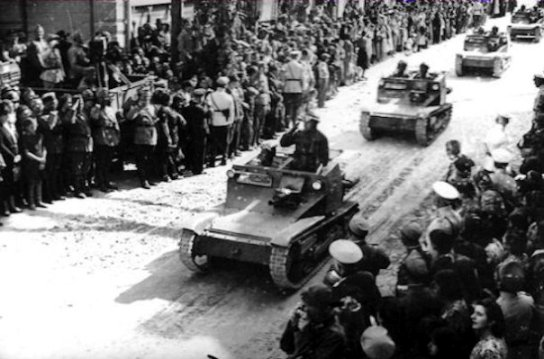
Blindados búlgaros entrando en la Dobruya meridional en otoño de 1940, tras el acuerdo de cesión con Rumanía.

Poco después del estallido del conflicto mundial, el zar decidió celebrar elecciones para reducir el poder de la oposición —merced al control de las votaciones, amañadas— y cambiar de primer ministro. El presidente del Gobierno de entonces, Gueorgui Kioseivanov, considerado mero títere de Boris, había sido criticado por los alemanes a principios de año, que lo consideraban demasiado enfermo, débil de carácter y dado a favoritismos, pese a su reconocida germanofilia. Una vez lograda la deseaba amplia victoria electoral, Boris despidió a Kioseivanov, que quedó asombrado por la inesperada decisión del zar. Lo sustituyó Bogdan Filov el 15 de febrero de 1940. Antiguo rector de la universidad capitalina y presidente de la Academia de Ciencias, era unos de los estudiosos búlgaros de mayor prestigio, si bien carecía de experiencia política, rasgo que agradaba al zar. Se trataba de una persona con ideas políticas de extrema derecha, de cultura alemana y notorio germanófilo. La germanofilia del rey y del primer ministro contrastaban con los sentimientos rusófilos de la población. Hay que recordar al respecto el apoyo prestado por Rusia a la independencia búlgara, así como la existencia del paneslavismo. El cambio de Gobierno no supuso el fin de la neutralidad búlgara, que el zar reiteró en su discurso de apertura de las sesiones parlamentarias del 24 de febrero.
El momento decisivo que marcó el comienzo del proceso de acercamiento del país al Eje fue la derrota de Francia y de los Países Bajos en mayo y junio. El prestigio aliado, dañado por el anterior descalabro en Noruega, se esfumó tras la rápida debacle francesa. Los vanos intentos de Bélgica, un pequeño país con un ejército similar al búlgaro, de permanecer neutral alarmaron a los búlgaros, que además vieron como Italia también entraba en liza. Por el momento, sin embargo, el Gobierno mantuvo la neutralidad.
La primera ganancia territorial búlgara tuvo lugar por la vía de la negociación, a expensas de Rumania (véase el artículo Rumania durante la Segunda Guerra Mundial): con los Acuerdos de Craiova, la Dobruya meridional se integró en Bulgaria el 7 de septiembre de 1940. La región se había obtenido en realidad gracias a la actitud de Alemania, que se había negado a garantizar las fronteras rumanas hasta que Bucarest pactase con sus vecinos balcánicos.

## Alianza con las fuerzas del Eje (1941-1944)

### Pacto Tripartito y entrada en la contienda

La situación europea en marzo de 1941, en vísperas de la acometida alemana contra Grecia y recién ingresada Bulgaria en el Pacto Tripartito. Se aprecia el aislamiento yugoslavo y griego en el sureste del continente. El mismo 1 de marzo, día en que Bulgaria suscribió el tratado, Von Ribbentrop prometió a Bulgaria la Tracia occidental y el oriente de la Macedonia griega.

En noviembre de 1940, durante una entrevista con Hitler en Berlín, Mólotov había expresado la voluntad de la URSS de incluir a Bulgaria en su esfera de influencia. El rechazo de Alemania a esta solicitud fue uno de los factores desencadenantes del fin del pacto germano-soviético firmado en agosto de 1939, e indirectamente, para Bulgaria, del final de su período de neutralidad.
Bulgaria se unió paulatinamente a las fuerzas del Eje en el invierno de 1940-1941. En septiembre, se creó una organización similar a la Kraft durch Freude alemana y en diciembre otra parecida a las Juventudes Hitlerianas. Ese mismo mes se aprobaron leyes antisemitas y contra los masones y otras organizaciones internacionales. Tras rechazar la firma del Pacto Tripartito que ya habían rubricado otros países de la zona alegando su temor a represalias soviéticas o turcas, los preparativos para la adhesión de Bulgaria al Eje continuaron discretamente en los meses siguientes. En principio, la renuencia búlgara a abandonar la neutralidad se había redoblado por los reveses italianos en Grecia, pero la decisión alemana de invadirla pareció dejar a los búlgaros sin alternativas si deseaban evitar ser ocupados también. El 18 de noviembre, Boris aceptó que los alemanes emplearan el territorio búlgaro como base del previsto ataque a Grecia. Los preparativos comenzaron casi de inmediato, con el envío de expertos en logística y pilotos; en diciembre ya había varios miles de soldados alemanes en Bulgaria. En enero de 1941, los alemanes advirtieron a los soviéticos de la necesidad de atravesar el país para atacar a las fuerzas británicas en Grecia y el mariscal de campo Wilhelm List se desplazó a Sofía. La campaña contra Grecia fue el motivo crucial que impelió a Alemania a insistir en la adhesión búlgara al Pacto Tripartito. El 8 de febrero de 1941, List firmó un acuerdo secreto con el alto mando búlgaro que aseguró el transporte para las tropas alemanas, pero indicó que el Ejército búlgaro no participaría en la campaña, sino que se limitaría a mantener el orden en el país y guardar la frontera con Turquía. El 17 de febrero, Bulgaria y Turquía firmaron un pacto de no agresión, lo que eliminó la amenaza turca a la primera, con la que habían contado los británicos para tratar de frenar el ataque alemán a Grecia. El 28 de febrero de 1941, el primer ministro Bogdan Filov volvió a viajar a Viena y los alemanes comenzaron a construir tres puentes sobre el Danubio. Bulgaria suscribió el 1 de marzo de 1941 el Pacto Tripartito; al día siguiente las tropas alemanas cruzaron el río y entraron en el país. El mismo día de la firma del tratado, el ministro de Asuntos Exteriores alemán, Von Ribbentrop, comunicó oficialmente a Filov que Bulgaria obtendría el territorio tracio entre los ríos Struma y Maritsa. La llegada de unidades alemanas continuó a lo largo de todo el mes. Esto precipitó la ruptura de relaciones diplomáticas por parte del Reino Unido el 5 de marzo. La liga entre Bulgaria y las potencias del Eje no se debió a la simpatía del zar Boris por sus dirigentes, con los que mantuvo malas relaciones, sino a los objetivos del nacionalismo búlgaro, que le impelieron a coligarse con aquellos que parecía le permitirían obtener los ansiados territorios balcánicos (Tracia y Macedonia). Las ambiciones territoriales, la dependencia económica de Alemania y las victorias de esta inclinaron finalmente a Bulgaria a coligarse con el Eje.
La alianza confirmó también el papel preponderante de Alemania en las exportaciones búlgaras, situación que existía desde principios de la década de 1930. Desde entonces, el tabaco y los alimentos se exportaban principalmente a Alemania, a cambio de maquinaria y productos manufacturados. La entrada en guerra puso los escasos recursos económicos del país (más pobre que las cercanas Hungría y Rumanía, también coligadas con Alemania) al servicio de Berlín que, sin embargo, fue cada vez más incapaz de compensar las continuas importaciones desde Bulgaria con productos propios. Las exportaciones búlgaras hicieron entonces que la deuda alemana creciese, empobreciendo en la práctica al país.

### Operaciones en los Balcanes y ganancias territoriales
Bulgaria (1919-1940)
     Macedonia central, Tracia occidental (1941)
                     Fronteras en 1943
El 6 de abril, a pesar de su adhesión al Eje, Bulgaria limitó su actividad militar durante la primera fase de la invasión de Yugoslavia (véase el artículo Yugoslavia durante la Segunda Guerra Mundial) y de la batalla de Grecia, dejando las operaciones decisivas en manos de los ejércitos alemán e italiano. Ese mismo día, unidades militares alemanas penetraron en la Macedonia yugoslava y Grecia desde territorio búlgaro. La rendición de Yugoslavia tuvo lugar el 17 de abril y la de Grecia se produjo el 30 del mismo mes. El mismo día 6 Sofía sufrió el primer bombardeo aliado y el 13 uno más largo que desató el pánico en la ciudad, a pesar de no causar grandes estragos. Bulgaria rompió las relaciones diplomáticas con Yugoslavia el día 15, alegando ataques yugoslavos a los puestos fronterizos búlgaros e incursiones aéreas en su territorio. Ese mismo día los alemanas reconocieron la independencia croata, acto que los búlgaros utilizaron para penetrar en el Estado vecino, que teóricamente había dejado de existir, el día 19. A consecuencia de la ocupación de Skopie que aconteció ese día, Atenas rompió relaciones con Sofía.

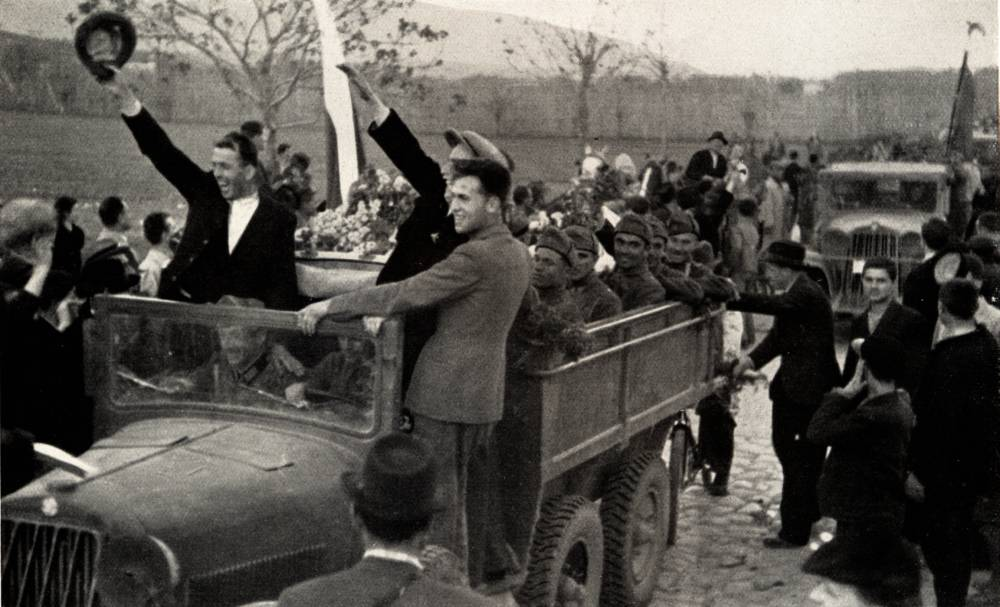
Tropas búlgaras en Macedonia el 19 de abril de 1941. Yugoslavia se había rendido incondicionalmente dos días antes.

El 20 de abril, Bulgaria adoptó una actitud más activa: las tropas búlgaras penetraron en la región del Egeo, teniendo como objetivo la obtención de ganancias territoriales en Tracia y en la Macedonia griega. Los búlgaros ocuparon un territorio situado entre el río Estrimón y una línea de demarcación que unía Alejandrópolis con Svilengrad, al oeste del río Maritsa. Además de Alexandropolis, esta zona comprendía las ciudades de Komotini, Serres, Xánthi, Drama y Kavala, así como las islas de Tasos y Samotracia. Los territorios pertenecientes a la Macedonia yugoslava (hoy Macedonia del Norte) y puntos del este de Serbia fueron igualmente objeto de ocupación búlgara. Fundamentalmente, Bulgaria se apoderó, merced a su colaboración con el Eje, de la Tracia griega y de la Macedonia yugoslava, que se anexionó provisionalmente, a la espera de confirmar la posesión de estos territorios en el tratado final que pusiese fin a la contienda. También participó en la ocupación militar de parte de Serbia; su papel en la ocupación creció con el tiempo, por la necesidad que tuvo el Reich de destinar parte de las unidades que tenía en Serbia a otros frentes. Tomó parte asimismo en la ocupación de la Macedonia griega desde 1943, primero en los territorios orientales hasta el Estrimón y luego hasta el Vardar. A diferencia de la Macedonia yugoslava y de Tracia, ni el sureste serbio ni la Macedonia griega fueron incorporadas al reino.
La penetración en Yugoslavia comportó también el rápido empeoramiento de las relaciones entre Bulgaria y los Estados Unidos, que rehusaron aceptar como justificación la disgregación yugoslava y tildaron la maniobra búlgara de invasión.

### Neutralidad con la URSS
El 22 de junio de 1941, Bulgaria no tomó parte en la invasión de la URSS junto a su aliado alemán. Tanto el Gobierno como la mayoría de la población veían con malos ojos el ataque al que en general se consideraba un pueblo hermano y la invasión fomentó la hostilidad a los alemanes. Alemania, que creía poder doblegar a los soviéticos en pocos meses, no solicitó la participación búlgara en la campaña del este. Para entonces Bulgaria era el único aliado alemán que conservaba relaciones diplomáticas con Moscú. El Gobierno búlgaro se vio, sin embargo, obligado por los alemanes a declarar la guerra al Reino Unido y a los Estados Unidos a finales del año 1941, tras el ataque japonés A Pearl Harbor. Por entonces al Gobierno búlgaro le pareció una manera fácil e inocua de complacer a Alemania. Los Aliados bombardearán seis veces Sofía (la capital) y otras urbes de Bulgaria entre noviembre de 1943 y enero de 1944.
La invasión de la URSS por los alemanes generó en el país una oleada de manifestaciones. Los partidos de oposición constituyeron en 1942 el clandestino el Frente de la Patria, a propuesta del Partido Comunista Búlgaro. La liga de partidos incluía a los comunistas, los socialdemócratas, los agrarios de izquierda y el Zveno. El Zveno, partido político claramente ubicado a la derecha del espectro político, pero que era hostil a la alianza con los nazis, se adhirió al Frente de la Patria en 1943. La neutralidad entre la URSS y Bulgaria no estuvo exenta de tensiones: mientras la primera envió agentes al país para fomentar la agitación, la segunda llevó a cabo una intensa campaña antisoviética, en la que colaboraron los alemanes. Los intentos de la ultraderecha búlgara para formar un cuerpo de voluntarios para combatir en el frente oriental fracasó.
Así, hasta mediados de 1941, la situación búlgara era la de un pequeño país que participaba en la contienda mundial fundamentalmente según sus objetivos territoriales. Sin ceder a las peticiones alemanas de romper las relaciones diplomáticas con la URSS o de deportar a los judíos del territorio prebélico, Bulgaria había obtenido los territorios que ansiaba: la Dobruya meridional, la Tracia occidental y Macedonia.
El 13 de diciembre de 1941, tras el ataque a Pearl Harbor por parte de Japón, la entrada en la guerra de Estados Unidos junto a los Aliados y la declaración de guerra de Alemania a Estados Unidos el 11 de diciembre, Bulgaria declaró igualmente la guerra a Estados Unidos, aunque siguió declarando su neutralidad respecto de la Unión Soviética.

### Oposición y situación internas

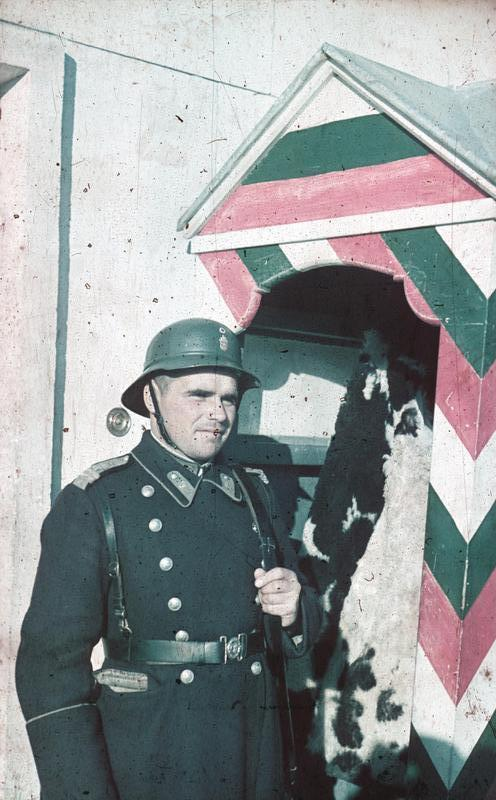
Soldado búlgaro ante la garita, 1942. La aportación principal de Bulgaria al Eje fue de vigilancia de los territorios balcánicos, pues ni participó militarmente en las operaciones contra Yugoslavia y Grecia ni en los combates que se libraron contra la URSS.

En 1942, la presión alemana para que Bulgaria coayudase en las operaciones militares del frente oriental crecieron; a resultas de ello, la Armada alemana obtuvo permiso para utilizar los puertos de Varnas —cuyo consulado soviético fue clausurado— y Burgas. También llegaron al país expertos militares y policías para colaborar con los búlgaros y se estrechó la cooperación entre los servicios secretos de los dos países, para perseguir las actividades antigubernamentales. No se consumó, no obstante, la ocupación militar y el Gobierno búlgaro mantuvo, a diferencia de otros países de la zona, el control del territorio.
En abril, se produjo un cambio de Gobierno, originado tanto por el descubrimiento de una conspiración militar asociada a los comunistas el mes anterior como por las desavenencias entre los ministros de Guerra e Interior. Filov asumió la cartera de Asuntos Exteriores, al tiempo que conservaba la presidencia del Gobierno. El nuevo Consejo de Ministros, en el que apenas permanecieron cuatro de los del anterior gabinete, satisfizo a los alemanes, en particular por la presencia de Filov. Los intentos de este, a instancias del zar, de crear una ideología peudofascista progubernamental para enardecer a la población fracasaron en el otoño.

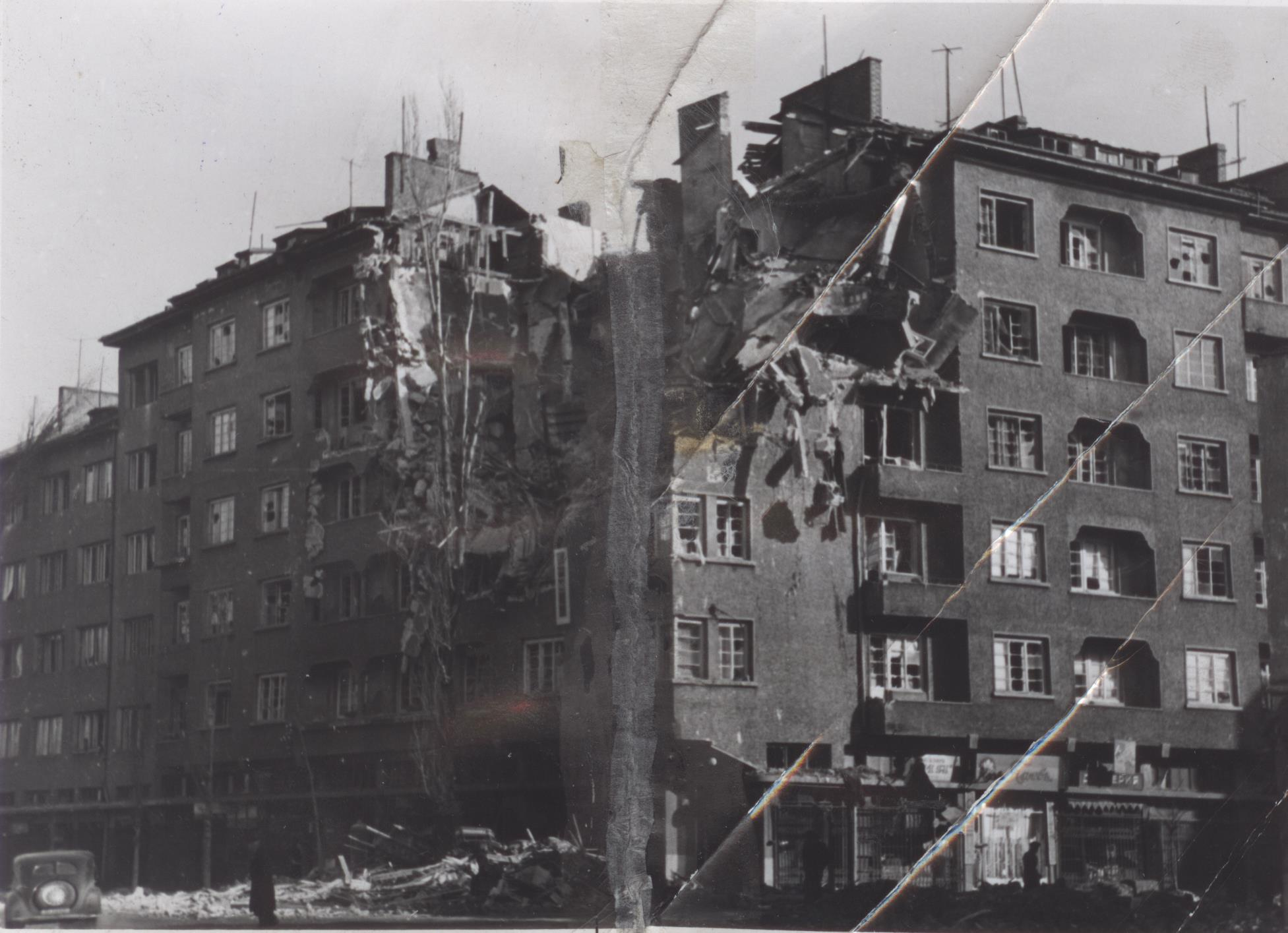
Estragos causados por los bombardeos aliados en Sofía en 1944.

Al principio del conflicto, la habilidad del zar para obtener territorios sin que el país tuviese que participar apenas en la guerra mundial privó a los partisanos de las simpatías de la población. La represión gubernamental de los comunistas en 1942, tras una serie de asesinatos de cargos públicos que se les atribuyeron, no frenó el crecimiento de la oposición. Hasta la derrota alemana en Stalingrado, sin embargo, su suerte había sido adversa, y había sufrido repetidos reveses a manos de la policía. Su crecimiento fue lento y parte de los cuadros del partido comunista preferían no enfrentarse al Gobierno, temiendo sufrir mayores pérdidas. Pese a todo, en el verano de 1943, los comunistas se habían recuperado de las redadas policiales y habían formado bandas guerrilleras que combatían en las montañas, tanto al este de la capital como en los Balcanes y las montañas del suroeste. Sus actividades fueron principalmente de hostigamiento a la policía y a algunas unidades del Ejército y de sabotaje de fábricas y comunicaciones. La mayoría de los jefes guerrilleros eran comunistas, como lo era la red de comunicaciones entre las bandas y el Frente. Además de las bandas, los comunistas organizaron también asesinatos, sabotajes fabriles y agitación en el seno del Ejército. En general, las actividades guerrilleras eran de escasa importancia; pese a ello, a partir del verano de 1943 las bandas comenzaron a recibir cierta ayuda de los Aliados.
El 28 de agosto de 1943, tras un viaje a Alemania, el rey Boris III murió prematuramente, de forma bastante misteriosa, dejando como sucesor a su hijo Simeón II, de seis años de edad. Para entonces, tras la derrota del Eje en Stalingrado, Boris ya había entablado contactos con británicos y estadounidenses para tratar de poner fin a la participación búlgara en el conflicto mundial. Los tres hombres que constituyeron el Consejo de Regencia, el príncipe Cirilo, el antiguo presidente del Consejo de ministros Filov y el ministro de Guerra Michov, eran todos ellos de extrema derecha. El acto era inconstitucional, pero fue aprobado por el Parlamento. El príncipe Cirilo se trasladó en varias ocasiones a Berlín, no para discutir, sino para recibir las órdenes de Hitler. El nuevo Gobierno redobló la lucha contra los partisanos en el otoño y en enero de 1944 creó un cuerpo especial para combatirlos: la Gendarmería Estatal, provista de mejor armamento que la policía y motorizada.
Si Boris había mantenido una actitud oportunista y flexible durante la contienda, en especial en las relaciones con Alemania, los nuevos dirigentes que tomaron el poder a su muerte eran germanófilos inflexibles que no pudieron resolver los problemas del país —los bombardeos aliados, la inflación, la desunión política y el peligro de invasión—. Si la mayoría de la población había aprobado la liga con Alemania en los que esta le había proporcionado ganancias territoriales, para mediados de 1944 ya creía que la alianza suponía una carga para el país. Bozhilov mantenía algunos contactos con los Aliados, pero las negociaciones para poner fin a la guerra no avanzaban. Sí crecía la oposición y la actividad guerrillera, aunque esta seguía sin suponer una amenaza para el Gobierno.
El 21 de mayo de 1944, Dobri Bozhilov, que había presidido el Consejo de Ministros desde el fallecimiento del zar Boris, dimitió. Poco después ser formó un nuevo gabinete, presidido por el agrario Ivan Ivanov Bagrianov y menos favorable a los alemanes. Bagrianov, amigo íntimo del difunto Boris, parecía aceptable tanto a los Aliados —había dimitido del Gobierno a principios de 1941 y por tanto no había participado en los gabinetes que más habían colaborado con los alemanes— como para Alemania —puesto que era un veterano del frente occidental de la Primera Guerra Mundial y se había educado en el Reich—. Los ministros eran claramente filogermanos, pero el primer ministro trató de contentar a los dos bandos. El nuevo Gobierno aplicó de inmediato ciertas medidas liberalizadoras: puso el libertad a quince mil presos políticos, liberó a familiares de partisanos que tenía como rehenes y suavizó las medidas contra los judíos. El 17 de agosto, Bagrianov proclamó en el Parlamento el deseo del país de firmar la paz y pocos días más tarde el ministro de Asuntos Exteriores expresó la disposición búlgara a evacuar Serbia y parte de Grecia, aunque no Macedonia y Tracia. Las negociaciones con los Aliados fracasaron, como en el caso de otras naciones de la región, por el deseo búlgaro de conservar los territorios obtenidos durante la contienda, algo que aquellos rechazaron.
Aunque formaba parte de las fuerzas del Eje, Bulgaria mantenía relaciones diplomáticas con la URSS. En el verano de 1944, tras haber aplastado las líneas defensivas alemanas en el sector de Iasi y de Chisináu, el Ejército Rojo se aproximaba a los Balcanes y a Bulgaria. El 23 de agosto de 1944, Rumania abandonó el campo del Eje y declaró la guerra a Alemania dos días después. Los rumanos autorizaron entonces a los soviéticos a atravesar su territorio para penetrar en Bulgaria. El mismo día 23, Bagrianov anunció que Bulgaria abandonaba el conflicto y tres días más tarde comenzó a desarmar a los soldados alemanes que se refugiaban en el país huyendo de Rumanía. Los Aliados, no obstante, se negaron a aceptar únicamente la neutralidad búlgara, pues deseaban que el país declarase la guerra a Alemania. Tras el cambio de bando de Rumanía, el Gobierno búlgaro envió representantes a El Cairo para parlamentar con los Aliados, que llegaron a su destino el 30 de agosto. Los regentes pidieron a los representantes de la oposición la formación de un Gobierno de unidad, pero los representantes del Frente de la Patria (que se había creado en 1942) rechazaron la cooperación con los regentes, que formaron un Gobierno moderado compuesto esencialmente por políticos del Partido Agrario el 2 de septiembre. Lo presidía el agrario conservador Konstantin Muraviev y en él se hallaban representantes de los partidos moderados, opuestos a la liga con Alemania, pero reacios a los comunistas y partidarios de conservar al menor parte del territorio obtenido durante la contienda. El nuevo gobierno se retiró del Pacto Tripartito, pero trató de mantener la neutralidad y de no declarar la guerra a Alemania.

## La situación interior
Una de las peculiaridades de Bulgaria entre los países del Eje es que el papel del Parlamento de Sofía, la Sobranje, es efectivo: allí se votan las leyes y además se discute, se critica y se corrige la acción gubernamental. Una revista independiente, Mir, de tendencias más bien conservadoras, es autorizada para publicar algunas críticas, tanto sobre política interior como sobre política exterior. En marzo de 1941, los representantes de la oposición política conocidos por sus opiniones antialemanas son internados, pero la mayor parte de ellos son puestos en libertad en junio de 1941. Los únicos que son víctimas de una persecución generalizada son los comunistas.
La guerrilla del Frente de la Patria disponía de 30 000 milicianos. Pierde 9415 de estos soldados y 20 000 de sus enlaces son ejecutados por las autoridades (fusilados, ahorcados o quemados vivos). Otras decenas de miles perecieron en campos de concentración.

## Los judíos en Bulgaria
En Bulgaria había censados 50 000 judíos; además, en los territorios ocupados en Grecia y Yugoslavia vivían aproximadamente 15 000. Los judíos búlgaros son en su mayor parte habitantes de las ciudades, siendo a menudo obreros. No son ricos, y el antisemitismo no está especialmente desarrollado en Bulgaria. Para expresar el estado de la opinión pública respecto de los judíos, Hilberg escribe que los judíos "no despertaban ni una simpatía extraordinaria, ni una hostilidad excepcional".
Esta ausencia de antisemitismo declarado no impide que el Parlamento búlgaro adopte leyes antijudías. Según una ley promulgada el 21 de enero de 1941, en el momento en que se produce el acercamiento hacia Alemania, quedan prohibidos los matrimonios mixtos, los funcionarios judíos son despedidos y se instaura un numerus clausus entre los trabajadores independientes, pero un tribunal administrativo supremo excluye de la ley a una categoría de "judíos privilegiados", es decir, por ejemplo los antiguos combatientes y los huérfanos de guerra. Las empresas no autorizadas a seguir con sus actividades son vendidas de oficio o sometidas a una «arianización» obligatoria.
Muchos judíos no poseedores de medios de fortuna no resultan afectados por estas medidas de expropiación y son alistados en el servicio de trabajo obligatorio, como el resto de los ciudadanos búlgaros. El Servicio Alemán de Trabajo (RAD) rechaza entonces toda cooperación con el Servicio búlgaro de trabajo, y el embajador alemán Beckerle sólo consigue que a partir de agosto de 1941 se cree un servicio de trabajo judío especial en el que los judíos no lleven uniforme, sino una estrella. Son 3300 en junio de 1942 y 10 000 en la primavera de 1943.
A partir de fines de 1941, los alemanes ejercen presiones cada vez más intensas para que los judíos sean concentrados para su deportación. Cuando los alemanes creyeron haber logrado avances en ese sentido, por ejemplo, en mayo de 1942, cuando el ministro del Interior Grabowski solicitó la expulsión de todos los judíos de la capital, se encontraron con que en Bulgaria los poderes estaban lo suficientemente diseminados en múltiples escalones como para que todas las medidas decisivas deseadas por los alemanes se viesen bloqueadas en la práctica. El 28 de agosto, sin embargo, el Gobierno creó una Comisaría de Asuntos Judíos e impuso la obligación de que los hebreos luciesen en su vestimenta la estrella de David. Se limitó además su lugar de residencia.
El rey Boris mantenía buenas relaciones con los dirigentes judíos. A raíz de una manifestación de trescientos cincuenta judíos en el patio del Ministerio del Interior, Grabowski dio marcha atrás. La Iglesia ortodoxa se comprometió en favor de los judíos: el 27 de septiembre de 1942, el metropolita Esteban da el pistoletazo de salida para una campaña contra la obligación de llevar la estrella, en un sermón en el que afirma que no corresponde a los hombres torturar o perseguir a los judíos. Así, aunque las autoridades búlgaras hayan tomado efectivamente medidas para expulsar a todos los judíos de la capital, lo que para los alemanes no es sino el primer paso para su deportación final, los búlgaros sabrán oponer la inercia suficiente como para bloquear los proyectos alemanes. La oposición eclesiástica y de la opinión pública hicieron que el Gobierno no colaborase seriamente con los alemanes en las operaciones contra los judíos, salvo en los territorios obtenidos durante la guerra.
Si los judíos de la «Vieja Bulgaria» han quedado, pues, protegidos del plan de exterminio previsto por los nazis, los de los nuevos territorios, Tracia y Macedonia, anexionados en 1941, sí que fueron deportados y exterminados en su mayor parte. En enero de 1943, el nazi Theodor Dannecker, adjunto de Adolf Eichmann, llega desde Francia para dirigir las operaciones de deportación en Bulgaria. El 5 de abril, de los 6000 judíos de Tracia, 4221 han sido deportados, así como 7122 de los 8000 judíos de Macedonia. Dimitar Peshev, vicepresidente de la Sobranje, el Parlamento búlgaro, presenta entonces una moción de censura acusando al Gobierno de atrocidades producidas durante las deportaciones. La deportación de 6000 judíos de la vieja Bulgaria, prometida a los alemanes, se ve entonces frenada.
El 30 de agosto de 1944, los periódicos de Sofía anuncian que el Gobierno ha decidido derogar toda la legislación antisemita.

## En el campo de los Aliados (1944-1945)

### Breve guerra con la URSS y golpe de Estado
Los soviéticos alcanzaron la frontera búlgara el 1 de septiembre. Ese mismo día solicitaron en vano permiso para penetrar en territorio búlgaro; Bagrianov dimitió antes de poder responder a la petición soviética y Muraviev, el nuevo presidente del Gobierno, optó por soslayarla. Mientras, las unidades alemanas se retiraban del país sin apenas incidentes y sin que el Gobierno búlgaro tratase de impedírselo. Solo en Macedonia y en Ihtiman hubo choques entre alemanes y búlgaros. En la primera, los alemanes desarmaron a gran parte de las unidades búlgaras, aunque dos regimientos rehusaron hacerlo y se enfrentaron con ellos; en la segunda, los búlgaros apresaron a seiscientos soldados alemanes que se retiraban a lo largo del ferrocarril.
El 5 del mes, la Unión Soviética declaró la guerra a Bulgaria ante el rechazo de Sofía a declararla a su vez a Alemania y tres días más tarde invadió el país. El Gobierno búlgaro había roto relaciones diplomáticas con el Reich finalmente el 7 y le había declarado la guerra el mismo día que las fuerzas soviéticas habían cruzado la frontera. Las tropas soviéticas ocuparon el nordeste del país, con los puertos de Varna y Burgas. El Ejército búlgaro recibió la orden de no oponer resistencia.
Mientras, el control gubernamental del país menguaba. El día 4 se produjo una manifestación en la capital en la que se atacó la embajada alemana. La noche del 5, los dirigentes comunistas de la capital decidieron dar un golpe de Estado la madrugada del día 9, al que precedería una ola de agitación. La tarde del 6 hubo una nueva manifestación ante el hotel donde se alojaban los oficiales alemanes en Sofía. Ese mismo día varias unidades menores del Ejército se pasaron a los partisanos y en la capital los conductores de tranvías y los obreros de la capital se pusieron en huelga. El día 7 la huelga se extendió a los mineros de Pernik, los empleados de las tacabaleras en Plovdiv y los ferroviarios y obreros de Pleven, Silistra y Varna. Los choques con la policía, en los que hubo varios muertos, se multiplicaron. Los tardíos intentos gubernamentales por congraciarse con los Aliados mediante una serie de medidas políticas de última hora y relevos de personal resultaron infructuosos. Tras la entrada de los soviéticos en el país, varias unidades militares se amotinaron o se pasaron a los partisanos.
En la noche del 8 al 9 de septiembre de 1944, una revolución organizada por Damyan Velchev, un oficial miembro del Zveno, dio el poder a la resistencia del Frente de la Patria con Kimon Georgiev como primer ministro. A las dos de la madrugada del día 9, un grupo de soldados rebeldes, cadetes la Academia Militar de la capital y partisanos se apoderaron de los puntos claves de Sofía, con la connivencia del ministro de la Guerra, y arrestaron a los ministros. A las 6 de la mañana, los golpistas anunciaron por radio ls formación del nuevo gabinete, presidido por Georgiev, pero dominado por los comunistas. Durante los días anteriores, se habían sucedido las protestas contra el Gobierno, que había perdido incluso el control de algunas localidades, como Burgas.

### En el bando aliado
Bulgaria se rindió el 9 de septiembre y declaró el 10 de septiembre de 1944 la guerra a Alemania que intentó, sin éxito, imponer un Gobierno títere dirigido por Alejandro Tsankov. En Macedonia, algunos oficiales búlgaros de alta graduación se mantuvieron fieles a los alemanes, pero las tropas se sublevaron y regresaron a las fronteras de la antigua Bulgaria. El Gobierno ordenó a las tropas destacadas en Yugoslavia que emprendiesen la lucha contra los alemanes. El nuevo gabinete búlgaro solicitó las condiciones para el armisticio a los soviéticos. El 15 de septiembre, fuerzas soviéticas entraron en la capital búlgara. Tras varias semanas de negociaciones entre las potencias, estas exigieron finalmente la retirada de las fuerzas búlgaras destacadas en Yugoslavia y Grecia el 11 de octubre. Aunque los soviéticos habían logrado el papel principal en la comisión de control aliada para Bulgaria, británicos y estadounidenses habían conseguido que no se perpetuase la gran Bulgaria del periodo bélico bajo tutela de Moscú, que podía haber amenazado el dominio británico en Grecia. El Gobierno búlgaro firmó el armisticio con los Aliados en la capital soviética el 28 de octubre. Los búlgaros tuvieron que evacuar los antiguos territorios yugoslavos y griegos y comprometerse a pagar indemnizaciones por la ocupación durante la contienda.
Tres ejércitos búlgaros, agrupando a casi quinientos mil hombres, participaron en el esfuerzo de guerra aliado, entrando en Yugoslavia con el objetivo de bloquear el repliegue de las tropas alemanas estacionadas en Grecia. Las fuerzas búlgaras quedaron encuadradas en las mandadas por el mariscal Fiódor Tolbujin. Las unidades búlgaras libraron importantes combates en Skopie y Niš antes de avanzar en el flanco izquierdo de los ejércitos soviéticos hacia Belgrado, que fue liberada el 20 de octubre. El este y el sur de Serbia, así como Macedonia, fueron liberadas en un mes, y los ciento cincuenta mil hombres del 1.1.er Ejército prosiguieron la lucha en Hungría y, en abril de 1945, en Austria. Establecieron contacto con los británicos del 8.º Ejército británico en Klagenfurt, el 8 de mayo de 1945. Bulgaria perdió 32 000 soldados y oficiales en la guerra contra el Eje.
En el interior, el nuevo Gobierno desencadenó una ola de represión contra los responsables políticos más destacados de la guerra. Los nuevos tribunales populares juzgaron a los regentes, a ministros de los diversos gabinetes que habían desempeñado cargos durante la contienda, a ciento treinta de los ciento sesenta diputados y a varios consejeros reales y funcionarios. Los tres regentes, dos de los primeros ministros (Bozhilov y Bagrianov), sesenta y ocho diputados y dos docenas de antiguos ministros fueron condenados a muerte y ajusticiados en 1945. Los ajustes de cuentas se extendieron por el país, que sufrió probablemente la mayor proporción de ejecuciones de los países del Eje.

## Epílogo
Tras la Segunda Guerra Mundial, un gobierno dirigido por Georgi Dimitrov se instaló en la nueva República Popular de Bulgaria. La monarquía quedó abolida y el rey se ve forzado al exilio.
El Tratado de París de 1947 confirmó la pertenencia de la Dobruya meridional a Bulgaria, mientras que los territorios a orillas del mar Egeo fueron restituidos a Grecia. Ciento cincuenta mil búlgaros son expulsados de allí.
El total de víctimas de la Segunda Guerra Mundial en Bulgaria se calcula en unas cincuenta mil personas.